# Bernard Sananès
Bernard Sananès, né le 31 juillet 1963 à Nice, est un entrepreneur et journaliste français. Il est l'ancien président-directeur général de CSA et l'actuel président de l'institut d'études Elabe, qu'il a fondé en 2015.

## Formation et débuts
Diplômé de Sciences Po Aix puis de l’Institut pratique du journalisme (IPJ), Bernard Sananès commence sa vie professionnelle en tant que journaliste. En 1983, au Quotidien de Paris d’abord où il est correspondant local dans le Sud-Est puis en 1985 au service politique de l’Agence centrale de presse.

## Parcours
Après un début de carrière dans le journalisme, il s'oriente vers la politique en devenant en 1988 responsable de la communication du groupe parlementaire Union du centre à l’Assemblée nationale.
En mars 1989, il est candidat aux élections municipales à La Seyne-sur-Mer, soutenu par le CDS. Il rassemble 853 voix, soit 3,16 % des suffrages.
En 1991, il est nommé directeur conseil chez Euro RSCG Public mais revient à la politique deux ans plus tard auprès de Bernard Bosson, ministre de l’Équipement, du Transport et du Tourisme, dont il devient le conseiller en communication.
En 1995, il rejoint de nouveau Euro RSCG Corporate (ex-Euro RSCG Public, devenu Euro RSCG C&O en 2003) où il devient directeur général en 2007. Chez Euro RSCG C&O il compte parmi ses clients EDF, Veolia, Orange, McDonald’s, la RATP et la SNCF. Il conseille également des hommes politiques et des ministres, dont Laurent Wauquiez, Valérie Pécresse et Xavier Bertrand,. Il contribue, aux côtés de Stéphane Fouks et Laurent Habib, à développer le modèle global et intégré d’Euro RSCG C&O qui devient en dix ans l’une des plus importantes agences de communication en France.
Il quitte l’agence en 2009 pour EDF où il prend le poste de directeur de la communication et des affaires publiques.

## Présidence de CSA (2010-2015)
En décembre 2010, il est nommé président-directeur général de l’Institut CSA . Dès lors il engage  l’entreprise, filiale du Groupe Bolloré depuis 2008, dans une importante transformation en créant un département de conseil en communication ainsi qu'un département de planning stratégique. En avril 2011, CSA acquiert la société Directpanel, spécialisée dans les études online et la gestion de panel, renforçant de fait l’offre de CSA en ce domaine. La société peine néanmoins à trouver le chemin de la croissance et de l'équilibre. Dès l'année 2013, CSA perd plus de 3 millions de chiffre d'affaires, passant de 25 millions d'euros en 2012 à 22 en 2013, et accuse un résultat net de -2,4 millions d'euros. Mais CSA « a renoué en 2014 avec la croissance (+ 7 %) et s'est approché de l'équilibre financier. Ce résultat est le fruit du plan présenté en 2013 par son président, Bernard Sananès (redémarrage des activités banque finance assurance, réduction des coûts, investissement sur le numérique...) » (La Lettre de l'Expansion, 19 janvier 2015). Les résultats financiers obtenus par Bernard Sananès sont toutefois largement contestés dans la mesure où au moment de son départ le 20 avril 2015, la société CSA accuse de fortes difficultés financières. 
Pendant ses quatre années de présidence, il a redonné une visibilité médiatique très importante à l'Institut CSA, notamment par un partenariat avec BFM TV lors des soirées électorales des municipales et européennes de 2014 et des départementales de 2015. Il est d'ailleurs un consultant régulier de la chaine d’information en continu et participe chaque mercredi à l'émission 20 h Politique animée par Alain Marschall,.
Le 20 avril 2015, il annonce sa démission pour se consacrer au lancement d'une nouvelle structure d'études et de conseil dénommée Elabe. Il est remplacé par Jean-Christophe Thiéry, actuel PDG de Bolloré Média Régie.

## Sur internet
Bernard Sananès tient depuis 2004 un blog de décryptage de l'actualité politique. Il est également le coauteur du site La France électorale qui cartographie les résultats électoraux.

## Décoration
- Chevalier de l'ordre national du Mérite (mai 2009).